# Siège de Shkodra (1474)
Ne doit pas être confondu avec Siège de Shkodra (1478-1479).
Le siège de Shkodra prit place en 1474. Il était mené par les Ottomans contre la ville de Shkodra (Scutari en italien, au nord ouest de l'actuelle Albanie), alors sous contrôle vénitien en Albanie vénitienne. Ce siège eut lieu durant la première guerre vénéto-ottomane (1463–1479). Il ne faut pas confondre ce siège avec le celui de 1478-1479.

## Histoire
De puissantes forces ottomanes assiégèrent Shkodra au printemps 1474. Mehmed II avait envoyé le gouverneur de Roumélie, Hadım Suleiman Pacha (en), avec environ 8 000 hommes. Ces troupes furent repoussées par le commandant Antonio Loredan (en) et craignirent des renforts vénitiens,. Selon certaines sources, lorsque la garnison Scutari se plaignit du manque de nourriture et d'eau, Loredan leur dit : « Si vous avez faim, voici ma chair ; si vous avez soif, je vous donne mon sang ».
Le Sénat vénitien ordonna à toutes les galères disponibles de transporter des archers en direction de Shkodra via la rivière Buna[réf. nécessaire]. Tous les gouverneurs vénitiens reçurent également comme ordre d'aller porter secours à la ville assiégée[réf. nécessaire]. Selon les rapports vénitiens, Shkodra était assiégé par 50 000 soldats ottomans en juillet. Ces derniers étaient soutenus par de l'artillerie lourde[réf. nécessaire].
Au début de l'année 1474, toute la région autour de Shkodra, y compris la ville fortifiée de Baleč qui était abandonnée, passa sous contrôle ottoman[réf. nécessaire]. Selon certaines sources, le sultan ottoman avait l'intention de reconstruire Podgorica et Baleč pour y installer 5 000 familles turques. Son but était de faire de ces villes un obstacle supplémentaire à une coopération ultérieure entre la principauté de Zeta de Ivan Crnojević (en) et la Shkodra vénitienne.
Durant leur campagne de 1474, les Ottomans endommagèrent Alessio (Lezhë) et rasèrent le château de Dagnum.
Triadan Gritti (en) fut nommé capitaine général vénitien à la place de Pietro Mocenigo. Gritti dirigea la flotte vénitienne composée de six galères, et prit la mer au début du mois de mai 1474 pour aller protéger la côte de l'Albanie vénitienne et plus particulièrement les embouchures de la rivière Buna. Lorsque la flotte vénitienne entra sur Buna, les forces ottomanes tentèrent de la bloquer en obstruant son embouchure avec des troncs d'arbres coupés, tout comme le fit le voïvode serbe Voivode Mazarek (en) pendant la seconde guerre de Scutari. Gritti dirigea sa flotte sur le fleuve et le remporta sur les forces ottomanes le 15 juin 1474. Malgré ces victoires, Gritti ne fut pas en mesure de livrer à Scutari toutes les marchandises transportées par sa flotte : un nombre important de ses navires ne purent pas naviguer librement dans les eaux peu profondes de la Buna après Sveti Srđ (en).
Lorsque Gritti rejoignit Mocenigo à Shkodra et ils commandèrent tous deux à Leonardo Boldu de trouver Ivan Crnojević et de l'exhorter à mobiliser autant de d'hommes que possible pour assister les Vénitiens. Boldu reçut également l'ordre de transporter la cavalerie et l'infanterie de Crnojević sur le lac Skadar. Ivan Crnojević avait un rôle important dans la défense de Shkodra : il assurait la connexion avec Kotor et approvisionnait la ville via Žabljak Crnojevića (en) ou à travers le lac Skadar, combattant simultanément plusieurs forces ottomanes importantes. Il transportait des hommes et du bois de Kotor sur les collines jusqu'à Žabljak où il construisait des fustas, navires qui surprirent les Ottomans sur le lac Skadar. Durant tout l'été, Ivan Crnojević participa à des actions militaires. Il contrôlait le lac Skadar avec trois fustas et 15 plus petits navires, ce qui revêtait une importance stratégique particulière dans la mesure où la flotte vénitienne (composée en tout de 34 navires plus grands et d'environ 100 plus petits) n'était pas en mesure de naviguer plus loin que Sveti Srđ sur la Buna. Boldu put atteindre la ville assiégée depuis Žabljak grâce aux navires d'Ivan Crnojević. L'équipage des navires vénitiens ainsi que des stratioti de Grèce rejoignirent les défenseurs de la ville assiégée et, selon certains rapports vénitiens, leur effectif total atteignit alors les 25 000 hommes.
Durant le siège de Shkodra, Andras Humoj, un membre de la famille albanaise Humoj (en), trahit les vénitiens. Gritti le condamna à mort et le fit exécuter par un homme venant de Tuzi.
Selon les rapports, entre 7 000 et 20 000 soldats ottomans furent tués durant ce siège et environ 3 000 civils de Scutari moururent de soif et de faim. À l'issue du siège, les murs extérieurs de la ville furent considérablement endommagés. Les citoyens les reconstruisirent en prévision d'une attaque ottomane ultérieure plus importante. Effectivement, les Ottomans revinrent en 1478 pour de nouveau conquérir Shkodra.